# Український Жіночий Конгрес

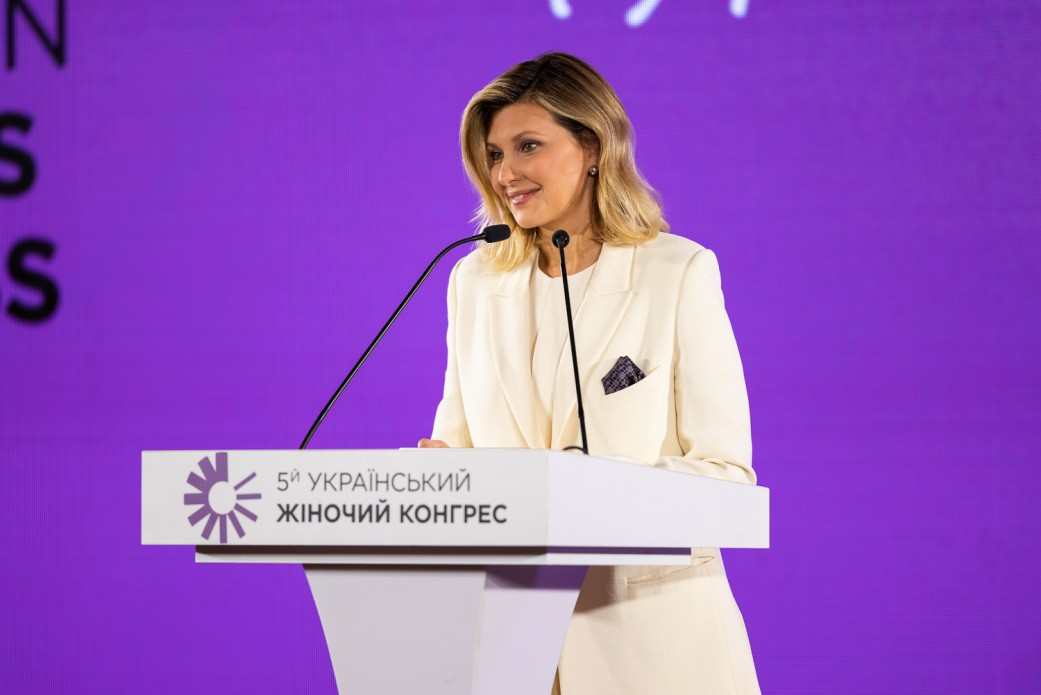
Перша леді України Олена Зеленська на V Конгресі, 2021 рік

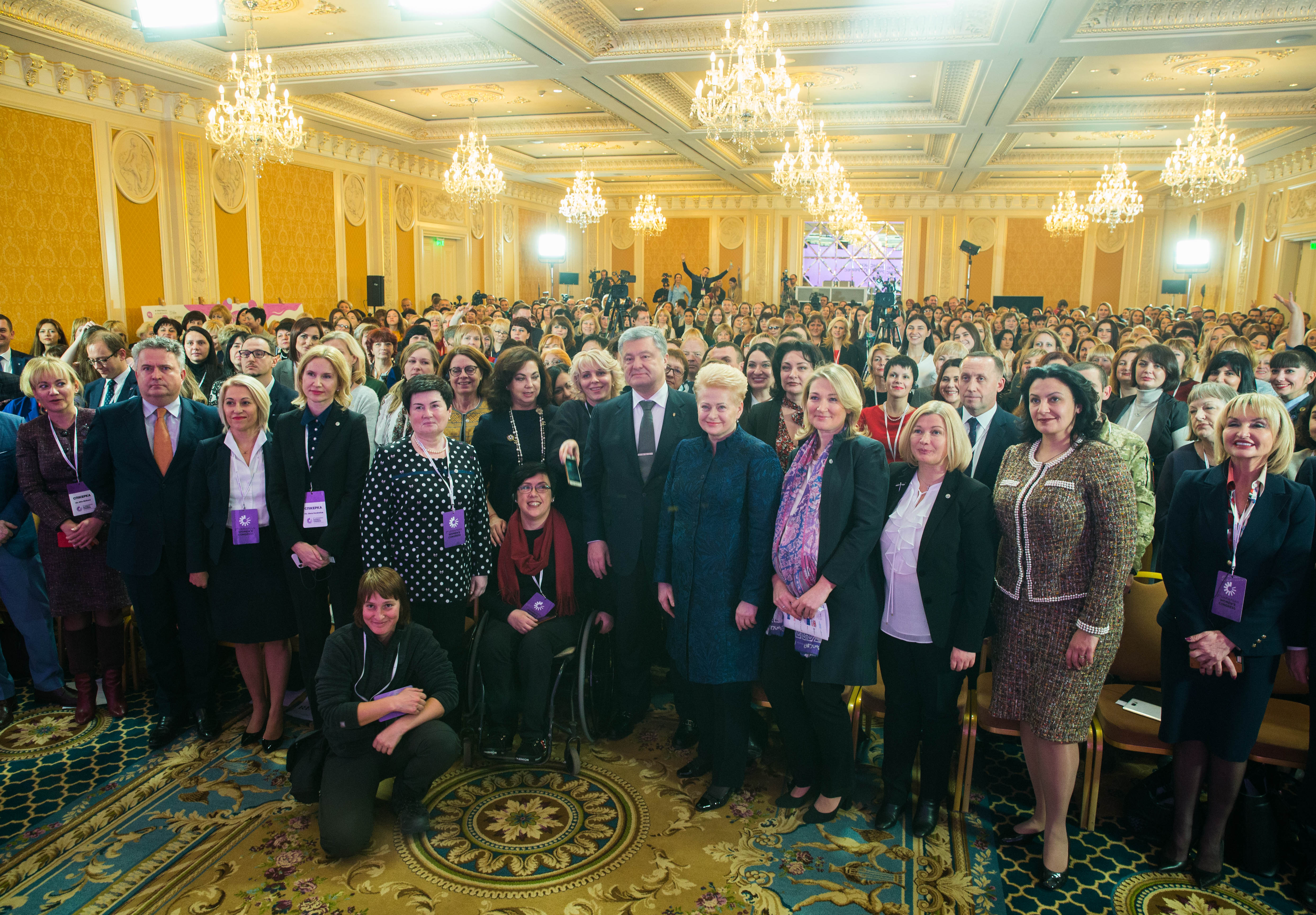
Спільна зустріч ІІ Конгресу, 2018. В центрі президент Литви Даля Грибаускайте та Петро Порошенко

Український Жіночий Конгрес (англ. Ukrainian Women's Congress) — постійнодіюча публічна платформа, що формує порядок денний з питань ґендерної політики для Верховної Ради України, уряду, місцевих громад, приватного та громадського секторів і медіаспільноти. Конгрес започаткований у 2017 році Міжфракційним депутатським об'єднанням «Рівні можливості». Організатор заходу: Громадська організація «Український Жіночий Конгрес».

## Заснування
Понад 500 найактивніших успішних жінок і чоловіків з політики, бізнесу, неурядових організацій та медіа об'єдналися довкола ідеї забезпечення ґендерної рівності в різних секторах українського суспільства як базового елементу сталого розвитку держави. Мета заходу — об'єднати суспільство довкола ідеї рівних можливостей та прав жінок і чоловіків, стати постійним майданчиком для поширення ґендерної політики в різних сферах. Перші особи держави, українські та іноземні парламентарі(-ки), представники(-ці) міжнародних організацій, місцевого самоврядування, українські та закордонні експерт(к)и взяли участь у тематичних обговореннях.

## Проведені Конгреси

### 2017: I Конгрес

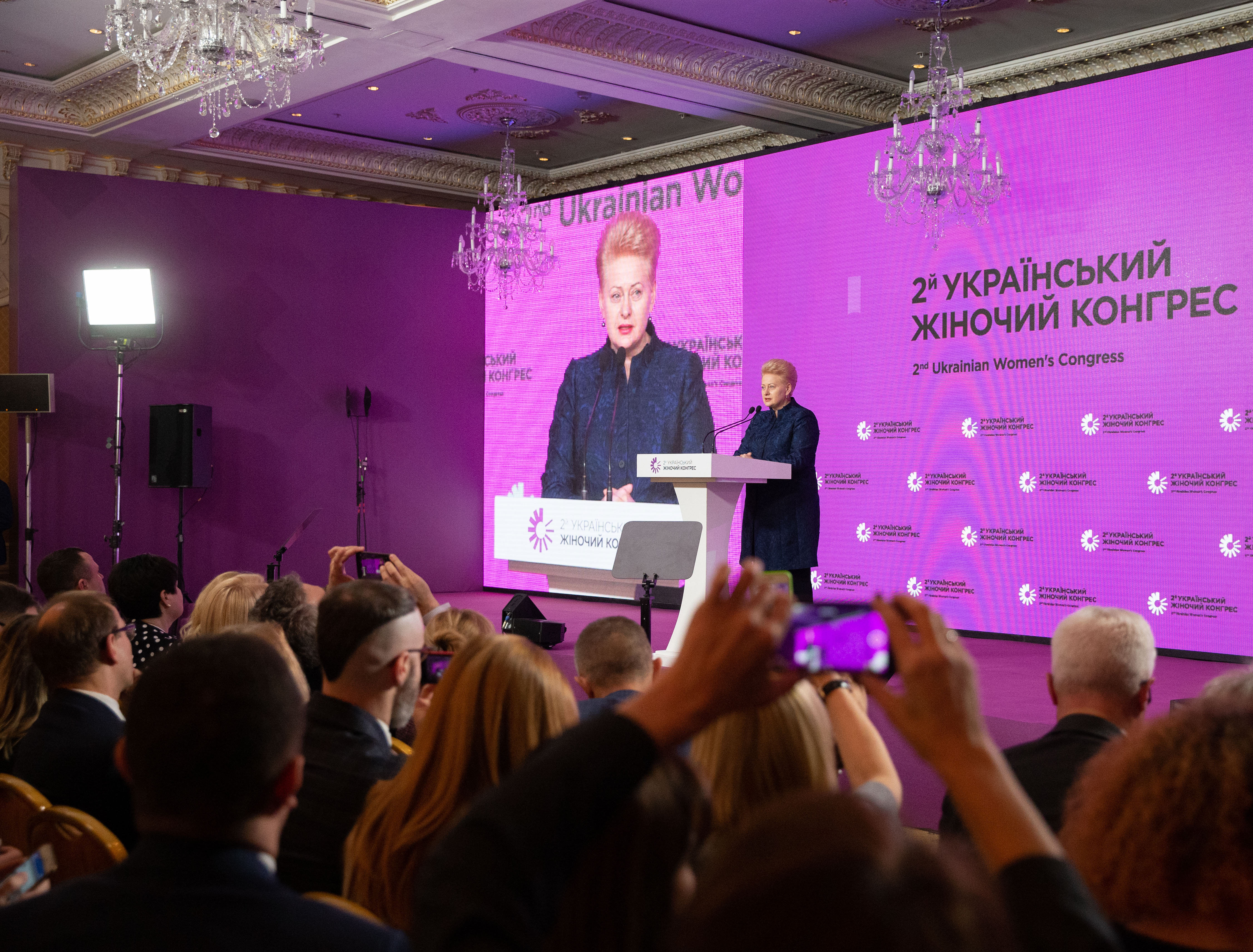
президент Литви Даля Грибаускайте на ІІ Конгресі, 2018 рік

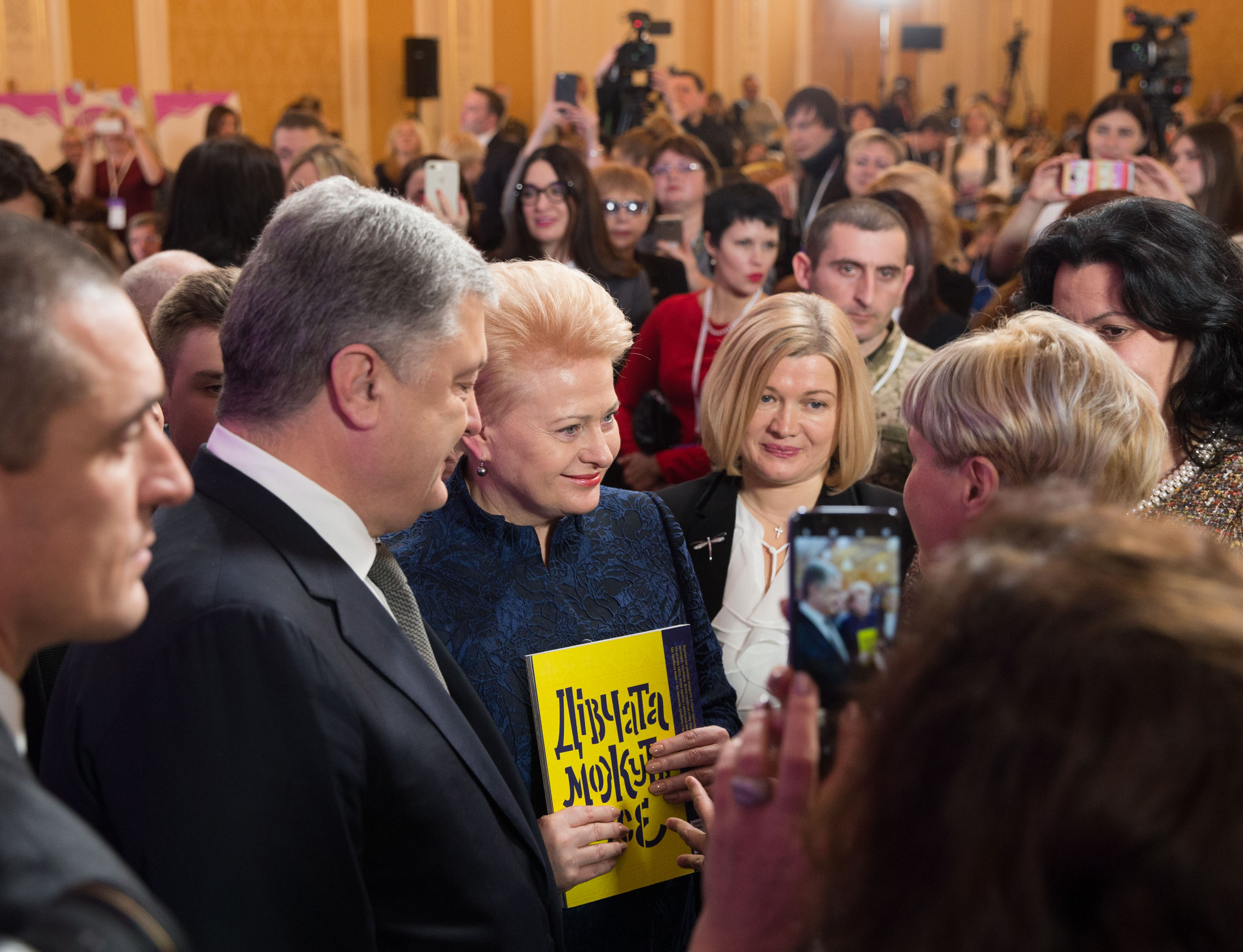
Даля Грибаускайте на ІІ Конгресі, 2018 рік

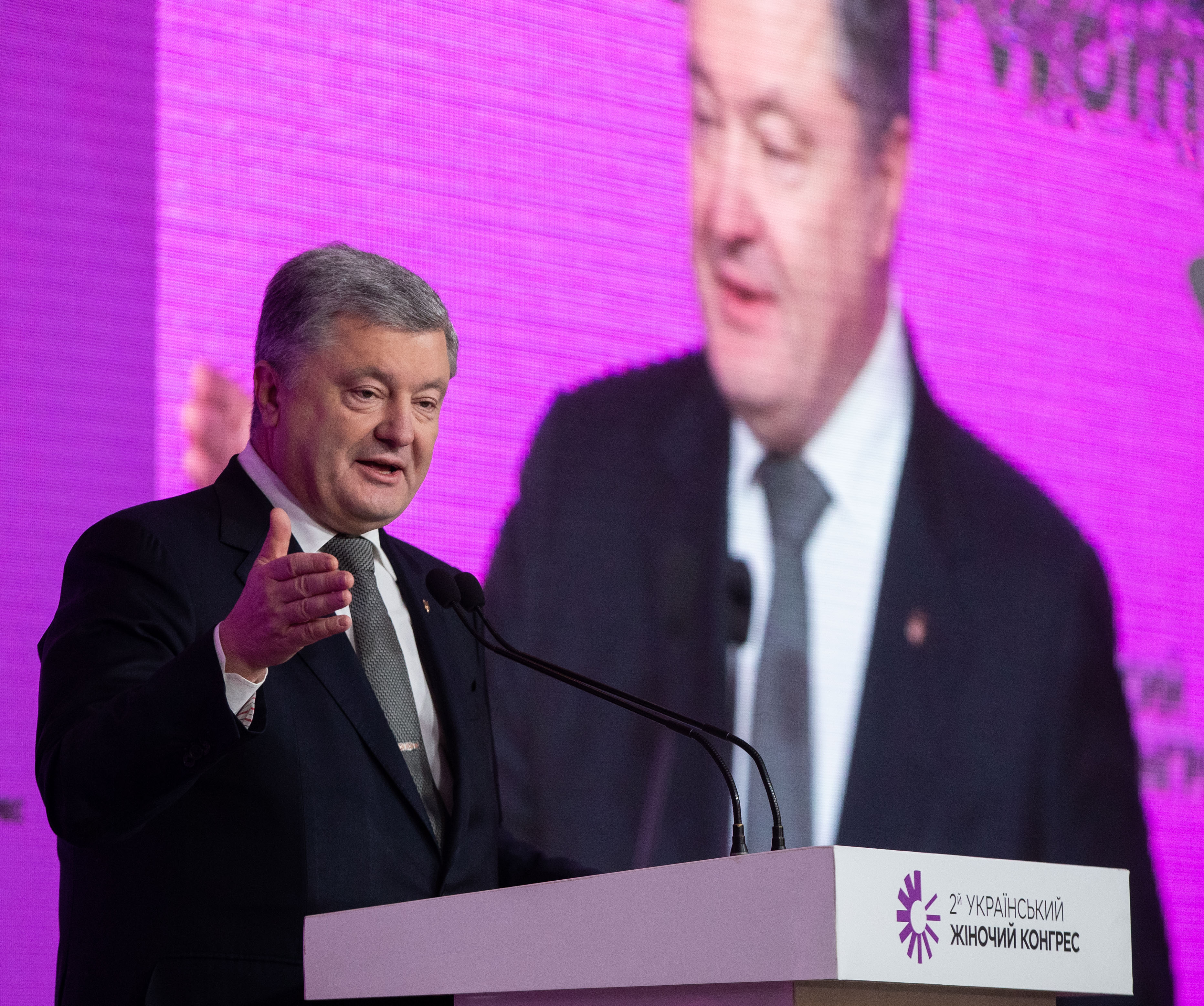
Петро Порошенко, п'ятий президент України, на ІІ Конгресі, 2018 рік

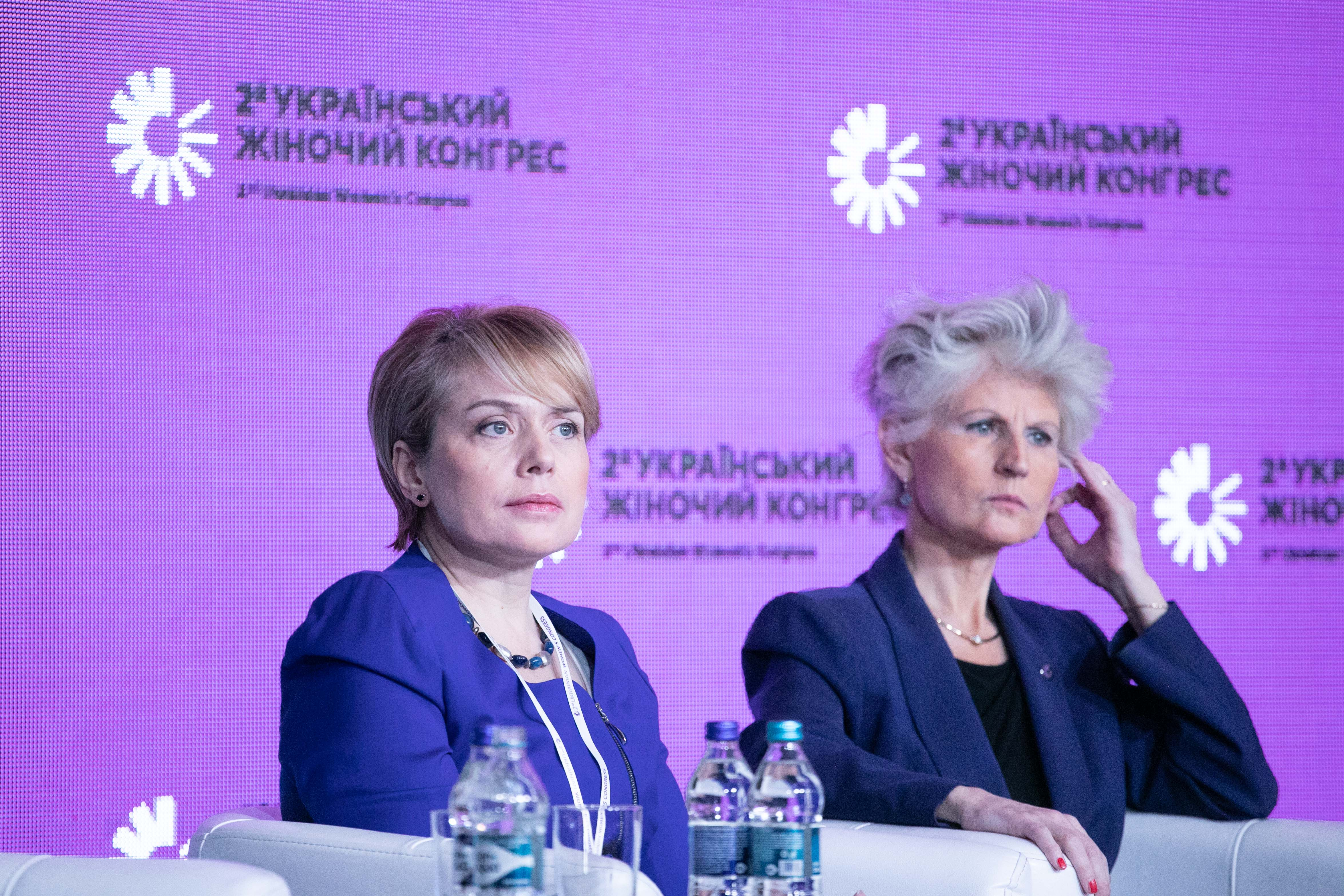
Лілія Гриневич, міністр освіти і науки, на ІІ Конгресі, 2018 рік

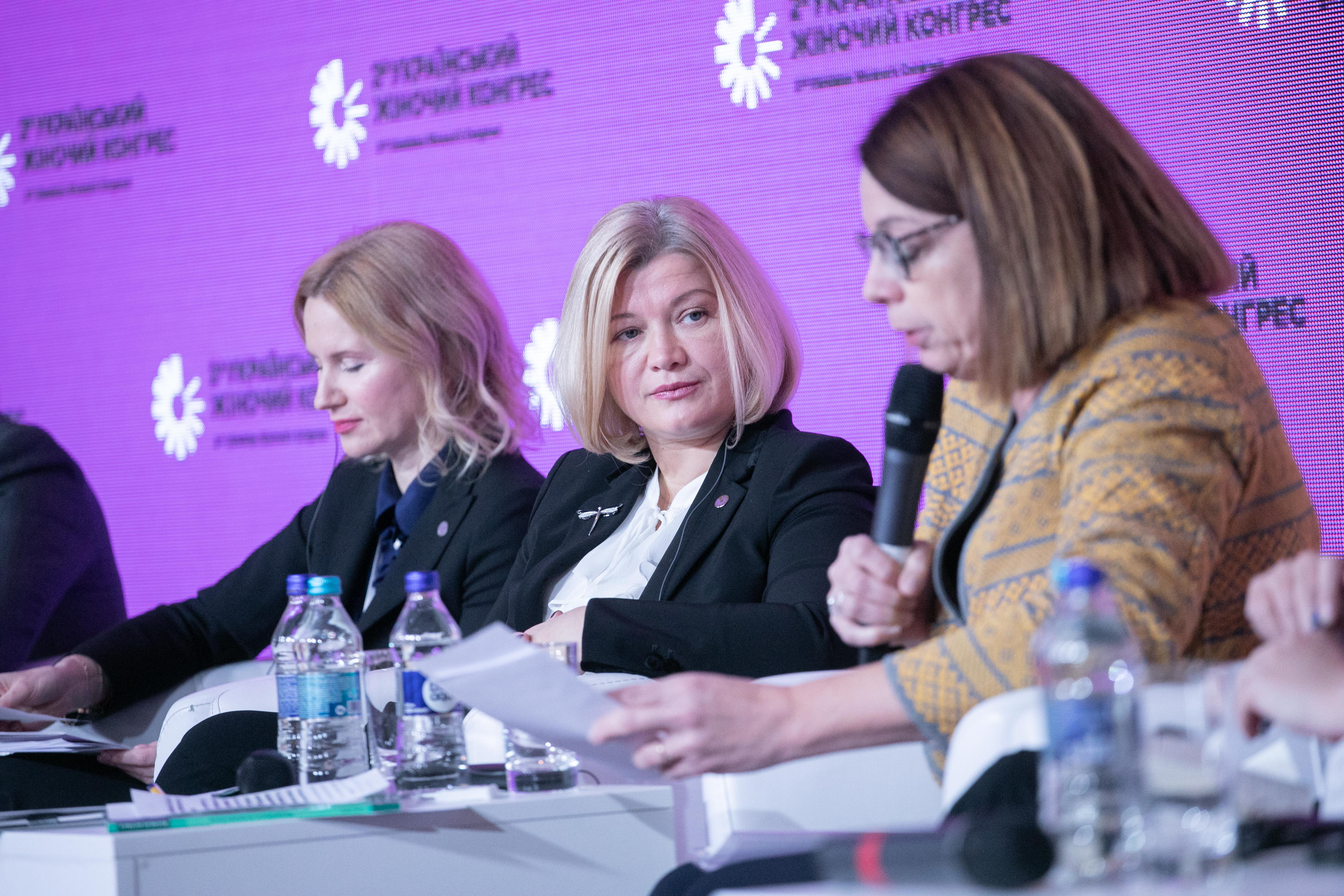
Ірина Геращенко, Перша заступниця Голови Верховної Ради України, на ІІ Конгресі, 2018 рік

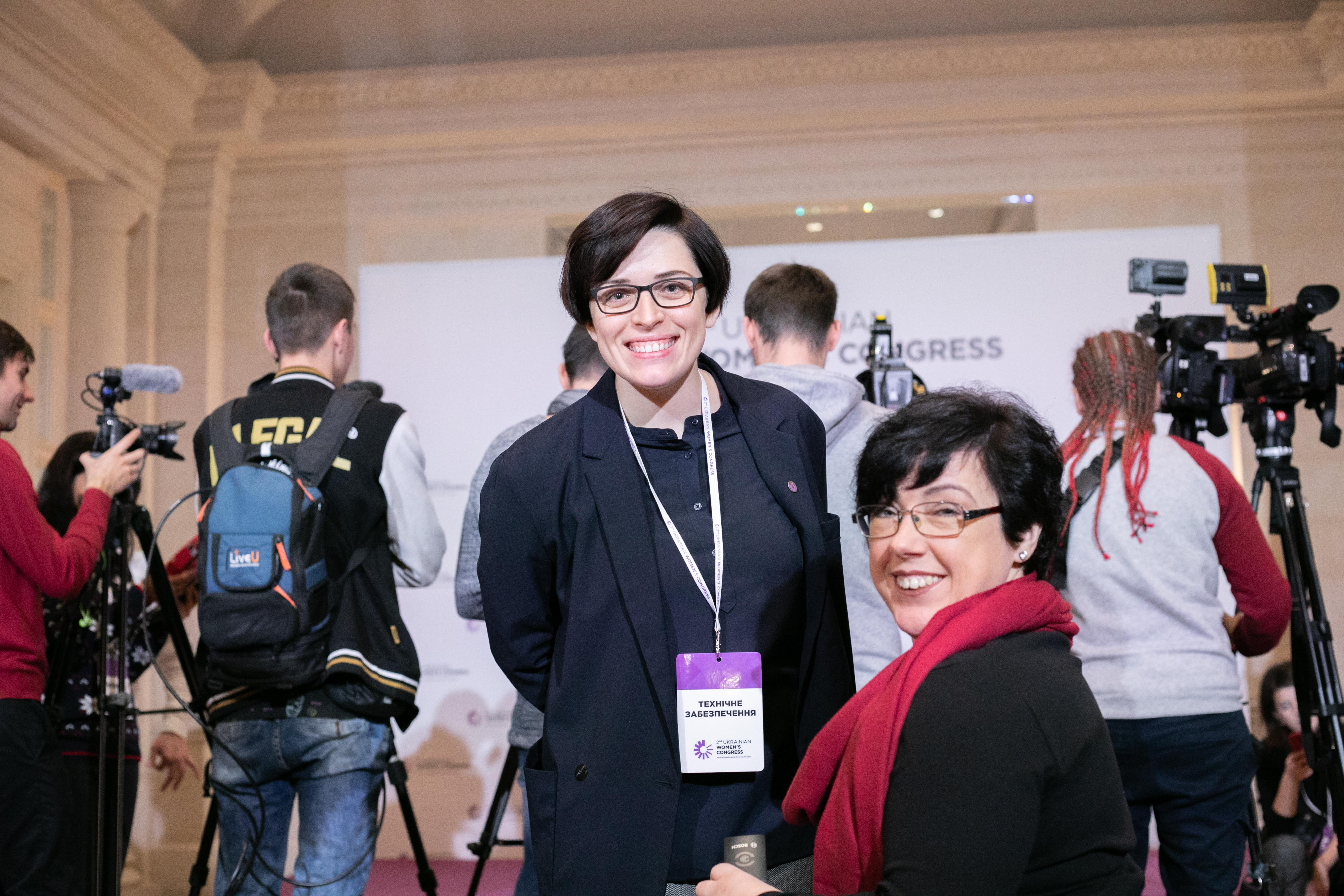
Єлизавета Кузьменко, ІІ Конгрес, 2018 рік

22—23 листопада 2017 року в Києві з ініціативи Міжфракційного депутатського об'єднання у Верховній Раді України «Рівні можливості» відбувся Перший Український Жіночий Конгрес.
На Конгресі виступав Прем'єр-міністр України Володимир Гройсман, у заході взяли участь понад 300 жінок і чоловіків, яких привітала Олена Кондратюк, народна депутатка України та співголова Міжфракційного об'єднання "Рівні можливості":
|  | Ми тут всі разом маємо сказати, що світ має перестати бути суто чоловічим. |

У межах Конгресу відбулося 7 дискусійних панелей з питань посилення політичної і громадської участі жінок на різних рівнях, залучення жінок до процесу миротворчості та сектору безпеки, боротьби з ґендерно обумовленим насильством, а також подолання ґендерних стереотипів та посилення ґендерної освіти і просвіти. У тематичних обговореннях взяли участь члени Кабінету Міністрів, українські та іноземні парламентарі, представники уряду, органів місцевого самоврядування, міжнародних організацій, вітчизняні та закордонні експерти.
На Конгресі представлено дві фотовиставки — «Не жіноча справа», підготовлена в рамках кампанії проти сексизму у політиці і ЗМІ «Повага» за підтримки Національного Демократичного Інституту в партнерстві з Благодійним фондом «Добра листівка», та «Жінки, мир і безпека в Україні», яку ініціював «Український жіночий фонд» за підтримки ООН Жінки.

### 2018: ІІ Конгрес
7—8 грудня 2018 року в Києві відбувся Другий Український Жіночий Конгрес. У 9 дискусійних платформах взяли участь понад 80 провідних українських і зарубіжних спікерів та експертів, більш ніж 500 учасників та учасниць.

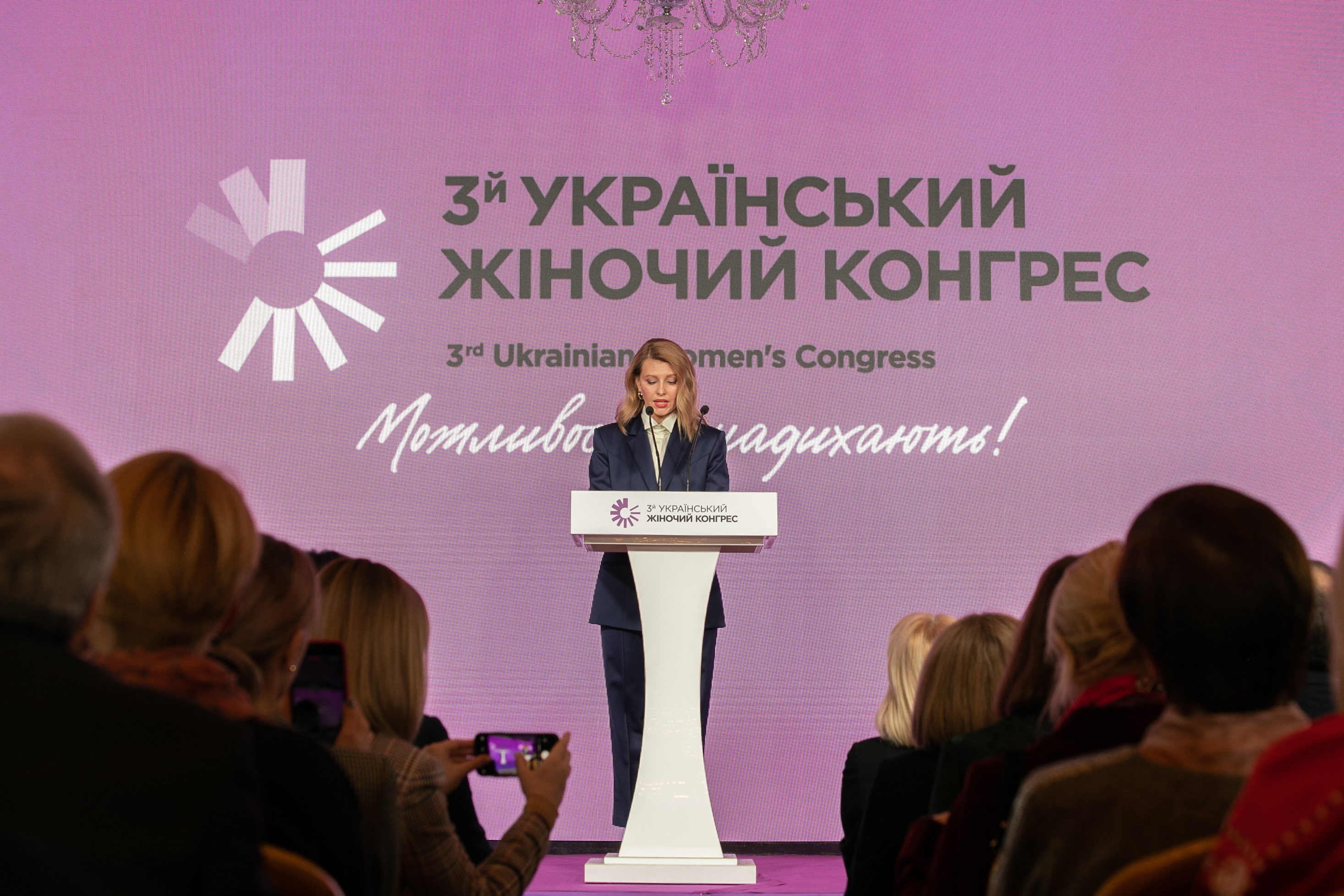
Перша леді України Олена Зеленська на ІІІ Конгресі, 2019 рік

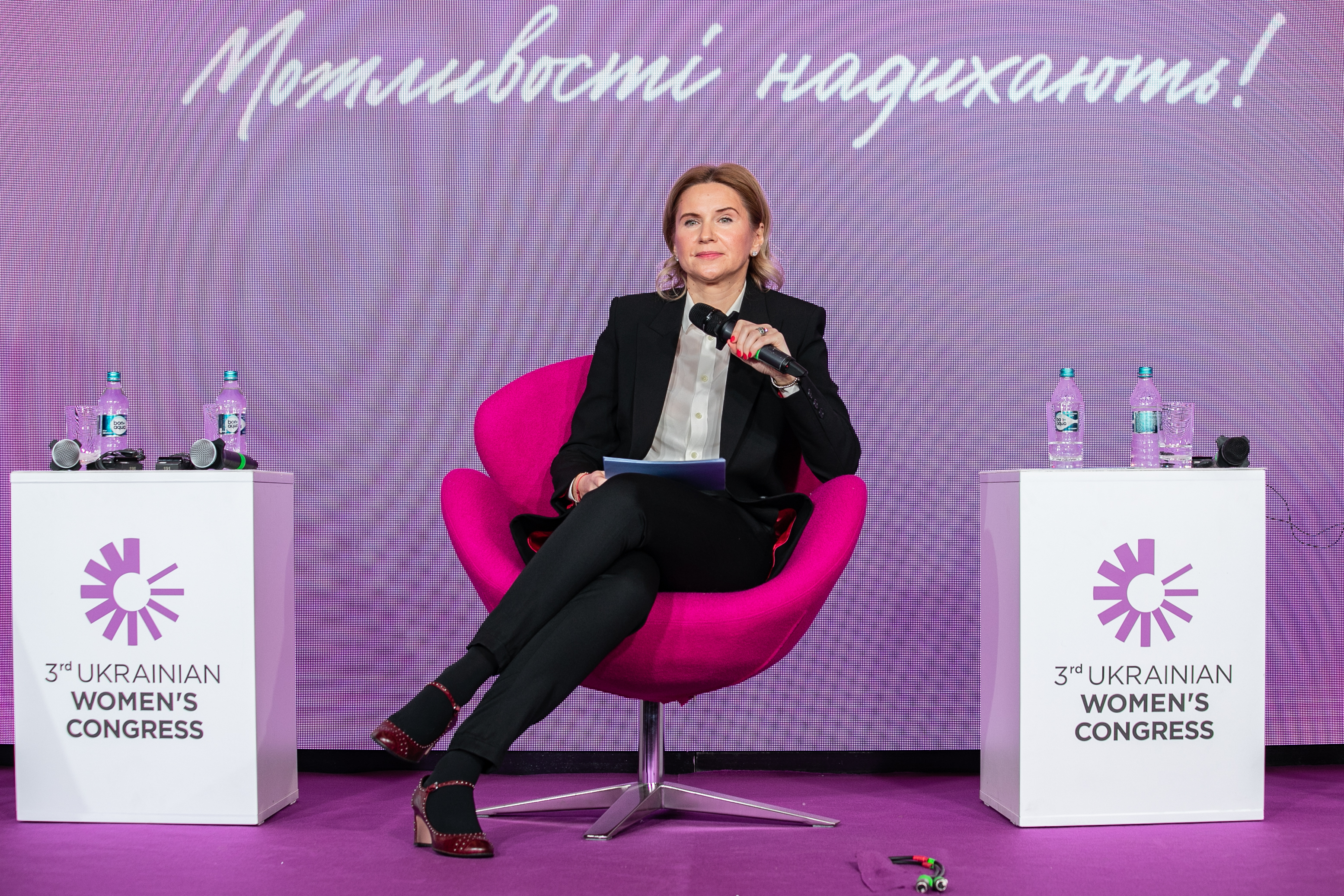
Олена Кондратюк, заступниця Голови Верховної Ради, на ІІІ Конгресі, 2019 рік

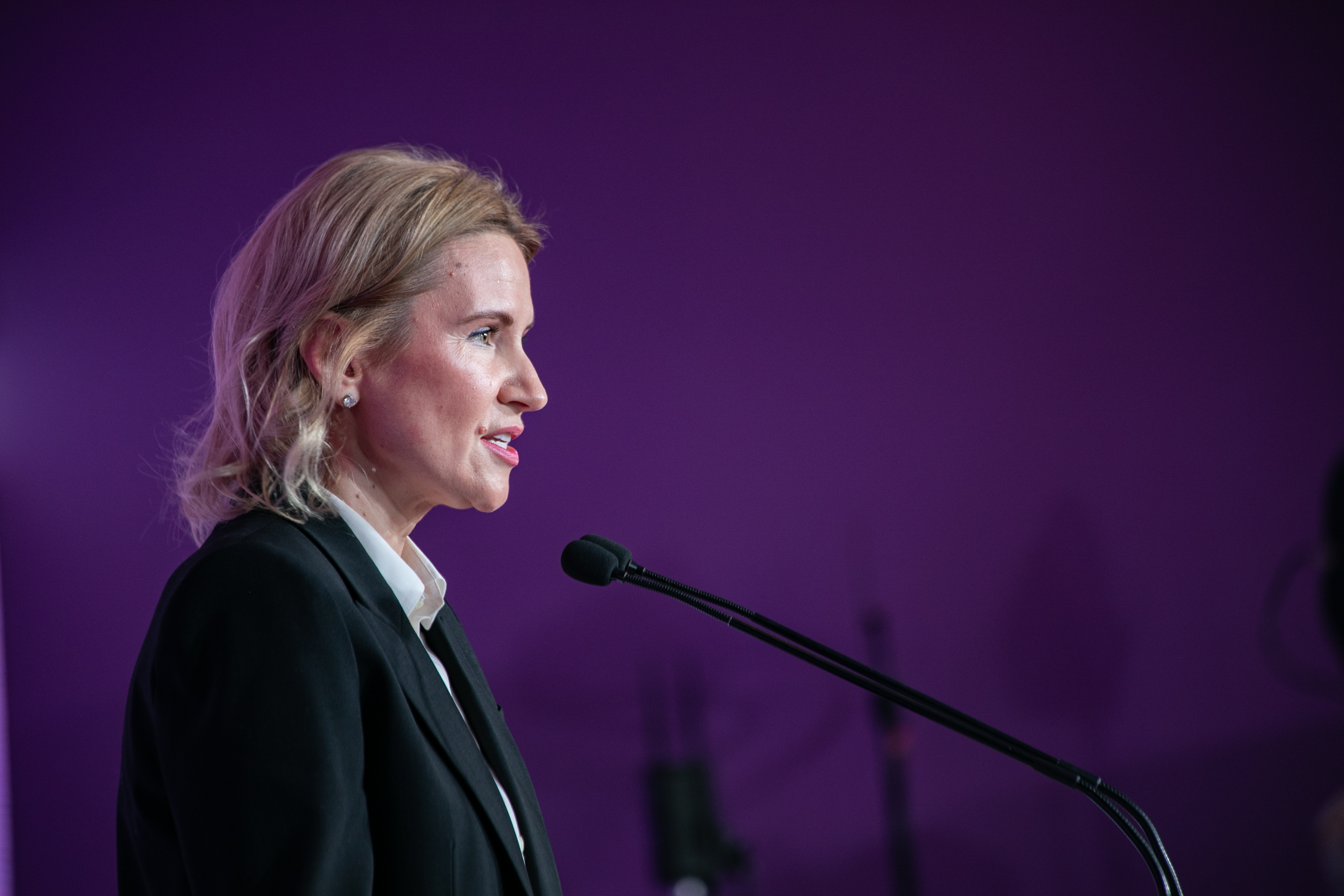
Олена Кондратюк на ІІІ Конгресі, 2019 рік

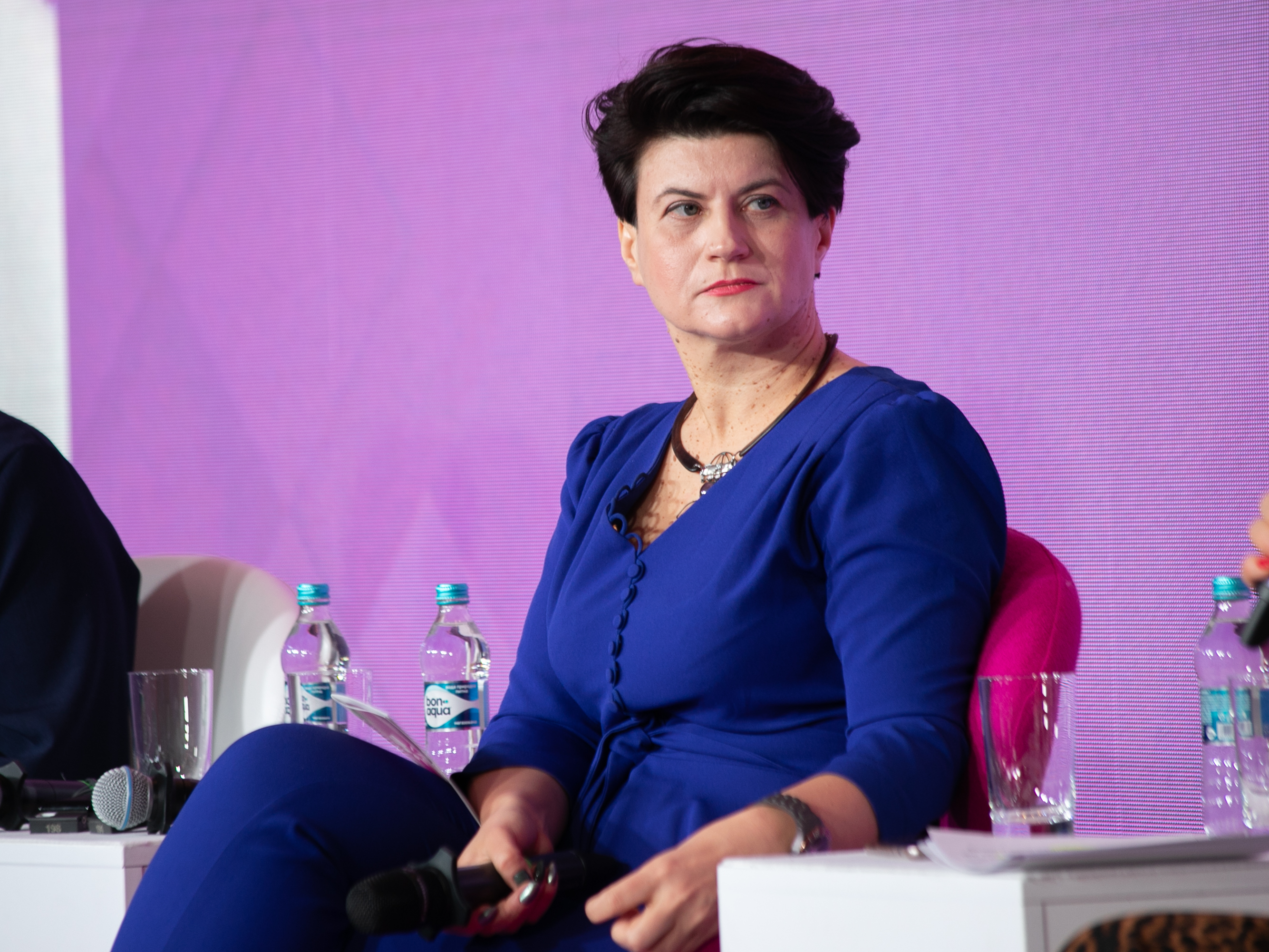
Лариса Денисенко на ІІІ Конгресі, 2019 рік

До роботи конгресу долучилися президенти України та Литви Петро Порошенко та Даля Грибаускайте.
Обговорили проблемні питання політики рівних прав та можливостей в Україні, міфи та стереотипи щодо участі жінок у різних сферах суспільного життя, впровадження інституційних механізмів щодо рівності та недискримінації у прийнятті управлінських рішень.
Віцепрем'єрміністр з питань європейської та євроатлантичної інтеграції України Іванна Климпуш-Цинцадзе наголосила:
|  | Гендерна рівність у країні – це засадничий принцип сталого розвитку будь-якого демократичного суспільства |

До участі у Конгресі були запрошені перші особи держави, представники виконавчої влади, міжнародних організацій, посольств країн США, Великої Британії, Швеції, Франції, Іспанії, Португалії, Канади, Норвегії, Литви, активіст/ки неурядових організацій та громадські діяч/ки, військовички, підприємиці, а також чоловіки, що активно підтримують ґендерний паритет.

### 2019: ІІІ Конгрес
10—11 грудня 2019 року в Києві відбувся Третій Український Жіночий Конгрес, що став платформою для обговорення на високому рівні політики рівних прав та можливостей жінок і чоловіків та об'єднав близько 700 учасниць й учасників з різних країн світу.

Впродовж Конгресу виступили: віцепрем'єрміністр з питань європейської та євроатлантичної інтеграції Дмитро Кулеба, Голова Верховної Ради Дмитро Разумков, заступниця Голови Верховної Ради Олена Кондратюк, голова Верховного Суду Валентина Данішевська. Відкривала захід перша леді України Олена Зеленська, яка зазначила:
|  | Як казала Маргарет Тетчер, яку я вважаю великою жінкою у світовій політиці, якщо треба щось добре сказати, тоді треба кликати чоловіка; якщо треба щось добре зробити, треба кликати жінку. Я вважаю, це значить, що лише при взаємодії чоловіків і жінок у суспільному житті можна досягти успіху для країни |

На Конгресі Зеленська висловила ідею щодо приєднання України до міжнародної організації «Партнерства Біарріц», сформованої під час саміту G7 у Франції.
Міжнародними спікерками стали спецпредставниця Генсекретаря НАТО з питань жінок, миру і безпеки Клер Гатчінсон, спецпредставник Генсекретаря Ради Європи в Україні Режі Брійя, а також міжнародні парламентарі, представники іноземних урядів та посольств. У ході дискусії обговорили питання залучення жінок у сектор безпеки та миробудування, боротьби з ґендерно обумовленим насильством, а також подолання стереотипів та посилення ґендерної освіти й виховання.

### 2020: IV Конгрес
23 липня 2020 року Український Жіночий Конгрес уперше пройде в онлайн-форматі. До участі у Конгресі запрошені перші особи держави, представники виконавчої влади, міжнародних організацій, посольств інших країн, соціально-відповідальний бізнес та неурядові організації.
Учасники і учасниці обговорили нові виклики, пов'язані з пандемією COVID-19 та їх вплив на місцеві вибори в Україні, роль політичного і громадського лідерства у боротьбі з пандемією та економічною кризою.
25—26 листопада 2020 року в Києві пройшов IV Український жіночий конгрес, в якому взяли участь провідні політики, прем'єр-міністр, перша леді, депутати, мери, експерти.
Просування економічних можливостей для жінок в умовах негативного впливу COVID-19 та посилення їхньої спроможності в часі пандемії стало головною темою Четвертого Українського Жіночого Конгресу, що пройшов у форматі оффлайн/онлайн події.
Заступниця Голови Верховної Ради Олена Кондратюк відкрила Конгрес словами Генерального секретаря ООН Антоніу Гутерреша, що назвав нерівність світовою проблемою № 1. Дискримінація, расизм, соціальне розшарування суспільства, нерівність доступу жінок до ухвалення рішень та освіти, стрімке падіння доходів, сотня мільйонів людей, які можуть опинитися за межею бідності, війна, порушення прав людини — все це є найбільшими викликами сьогодення. Олена Кондратюк зауважила:
|  | Ми з великими зусиллями вибороли гендерну квоту на рівні 40 відсотків представників однієї статі у виборчих списках. Прагнемо надихнути якомога більше жінок до участі в цих виборах. Але ми також бачимо багато перешкод на цьому шляху. Це нерівні фінансові можливості, страх, невизначеність та невпевненість. Тому закликаю всіх суб’єктів виборчого процесу, які займаються спостереженнями на виборах, докласти зусиль, щоб ця квота на 40 відсотків була реалізована. Наші жінки повинні мати можливість повною мірою скористатися своїм конституційним правом обиратися і бути обраними, своїм правом на участь у державних справах. Повірте, від цього виграємо ми всі, і передусім держава |

Українська лікарка-інфекціоністка Ольга Голубовська заявила, що масштаби пандемії коронавірусу в Україні занижені, реальні дані будуть відомі через рік-півтора.
Марина Порошенко закликала підтримати жінок, які найбільше потерпають від наслідків пандемії.
Прем'єр-міністр Денис Шмигаль вказав на досі наявну дискримінацію жінок на українському ринку праці, яка призводить до різниці в оплаті праці між жінками й чоловіками.
Олена Зеленська відкрила другий день четвертого Конгресу. Перша леді виступила з промовою, зокрема, розповіла про роль жінки у суспільстві та сім'ї.Заступник міністра оборони з питань євроінтеграції Анатолій Петренко під час дискусії на IV Конгресі:
|  | У Збройних силах сьогодні — 58 тисяч жінок. З усією повагою, але в багатьох випадках це перевищує чисельність окремих збройних сил в окремих європейських державах... 10% особового складу на сході, які виконують завдання в операції Об'єднаних сил, — це жінки. А взагалі за останні сім років - це 10 тисяч, які з честю виконували бойові завдання. 227 жінок нагороджені вищими державними нагородами, на жаль, 10 — посмертно... |

### 2022: Регіональний Конгрес
Темою Регіонального Конгресу 2022 року, вперше проведеного в умовах повномасштабної війни, стало жіноче лідерство під час війни та після перемоги України. За результатами Регіонального Конгресу оприлюднено колективну заяву зі зверненням до органів державної влади та місцевого самоврядування, представників та представниць громадських, жіночих та правозахисних організацій, аналітичних центрів, до лідерів та лідерок думок, а також до міжнародної спільноти з тим, щоб об’єднати зусилля та разом долати виклики, перед якими опинилися жінки, жіночі організації та спільноти, і загалом жіночий рух в Україні та у світі. У Заяві закликається:
1. Створити умови аби після перемоги України жінки залишались видимими та мали рівні можливості для політичної, економічної та суспільної участі в усіх процесах повоєнної відбудови України.
2. Неухильно слідувати принципам Резолюції ООН 1325 для інтеграції жінок до безпекового сектору, а також гарантувати належні умови несення військової служби для жінок та створити можливості для передачі бойового досвіду після перемоги України як новим поколінням українських військовослужбовиць, так і в рамках міжнародних проєктів.
3. Створювати належні умови, які гарантуватимуть доступ жінок до економічних можливостей, рівні умови для економічної діяльності та гідну винагороду.
4. Надавати підтримку ініціативам підприємців через створення комунікаційних платформ та обміну інформацією про місця релокації бізнесів, збуту та логістику функціонування в нових регіонах.
5. Вирішувати міграційні виклики, заохочуючи міжнародні організації до співпраці з українськими жіночими ініціативами за кордоном задля пошуку найкращих рішень й започаткування спільних проєктів, зокрема, у сфері освіти, працевлаштування, які були б цікавими та ефективними для усіх сторін. Органам державної влади розробити стратегії залучення жінок, які знаходяться за кордоном, до процесів повоєнного відновлення та їхньої якнайшвидшої реінтеграції до суспільно-політичного життя України.
6. Опираючись на досягнення та можливості реформи децентралізації та гендерно орієнтованого врядування, підтримувати комунікацію та об’єднуватись.
7. Сприяти діяльності українських жіночих та правозахисних організацій, які фіксують воєнні злочини та надають допомогу жінкам, котрі пережили насильство, пов’язане з війною.
8. Гармонізувати українське законодавство і гарантувати належні умови та стандарти, аби ті, хто пережили домашнє насильство, отримали захист та допомогу.
9. Розробляти та підтримувати проєкти психологічної допомоги для жінок, аби отримати можливості відновитися та успішно подолати травму.
10. Надати Україні зброю, яка допоможе Збройним Силам України швидше перемогти ворога на полі бою, а також посилювати санкції, які допоможуть послабити Росію та ніколи не допустити повторення кровопролиття та масштабної війни.
11. Підтримувати українських жінок в медіа, розказувати про героїзм і відданість жінок у цій важливій місії, аби спільними зусиллями тримати інформаційний фронт.
12. Відзначати вагомий внесок української жіночої дипломатії в отриманні статусу кандидатства та членства в Європейський союз.
13. Дієва та всеосяжна участь жінок в міжнародних платформах та форматах, де приймаються рішення щодо підтримки України, а також застосування гендерно орієнтованого аналізу під час напрацювання стратегій та планів дій.[32]

## Регіональні Українські Жіночі Конгреси
Протягом 2018 року Конгреси пройшли також у Одесі та Львові, а в 2019 році — у Маріуполі, які піднімали питання ґендерної рівності у регіонах та привертали увагу до рівних можливостей для жінок на місцях.

### Одеса
18 травня 2018 року Український Жіночий Конгрес в Одесі зібрав понад 60 учасниць та учасників з Півдня України для обговорення стану та завдань розвитку ґендерної політики на місцях.
У заході взяли участь Мері О'Гейґен, головна радниця і старша директорка НДІ в Україні, Ірина Геращенко, перша заступниця Голови Верховної Ради, Уповноважена Президента України з мирного врегулювання ситуації в Донецькій і Луганській областях, народні депутатки Альона Бабак, Світлана Войцеховська, Марія Іонова та Олена Кондратюк, Уряд представив Геннадій Зубко, віцепрем'єрміністр — міністр регіонального розвитку, будівництва та ЖКГ України, а Одеську обласну державну адміністрацію — її голова Максим Степанов.

### Львів
28 вересня 2018 року відбувся Український Жіночий Конгрес у Львові. Понад 100 учасниць та учасників із Львівської, Івано-Франківської, Тернопільської, Чернівецької, Хмельницької областей взяли участь у Конгресі. 
Для обміну досвідом запрошено учасниць із Донецької, Запорізької та Луганської областей. Усі вони є представниками та представницями об'єднаних територіальних громад, органів місцевого самоврядування, державних органів влади та громадськими активістками й активістами. У заході взяли участь народні депутатки-співголови МФО «Рівні можливості» Альона Бабак, Світлана Войцеховська, Марія Іонова, Олена Кондратюк, депутатки-мажоритарниці Ірина Подоляк, Оксана Юринець, а також віцепрем'єрміністр з питань європейської та євроатлантичної інтеграції Іванна Климпуш-Цинцадзе, голова Львівської обласної державної адміністрації Олег Синютка і міський голова Львова Андрій Садовий.

### Маріуполь
7 червня 2019 року в Маріуполі відбувся Український Жіночий Конгрес за ініціативи МФО «Рівні можливості». До дискусійних платформ, публічних обговорень долучилися 110 учасників і учасниць з Донецької, Луганської, Харківської, Запорізької, Кіровоградської, Львівської та інших областей. Під час Конгресу виступили 18 досвідчених спікерок і спікерів, які озвучили доречні та актуальні тези ґендерної політики, рівних прав жінок і чоловіків у сфері безпеки і оборони, ґендерних квот, створення комфортних місцевих просторів для усіх мешканців і мешканок.